# Ute Boy
Ute Boy-Behrend (* 30. Dezember 1938 in Berlin; † 2. September 2014 ebenda) war eine deutsche Schauspielerin und Fernsehansagerin.

## Leben und Laufbahn
Nach der Mittleren Reife und einer erfolgreichen Ausbildung zur Großhandelskauffrau absolvierte Boy bei Marlise Ludwig ein Schauspielstudium.
Zu Beginn ihrer Schauspiellaufbahn, 1962, wurde sie für die deutsch-amerikanische Spielfilmproduktion Tunnel 28 unter der Regie Robert Siodmaks als Nebendarstellerin verpflichtet. Im Jahr 1963 sammelte sie erste Bühnenerfahrungen an den Berliner Kammerspielen. Im Spätsommer 1964 begann ihr zwölf Jahre währendes Engagement an der Vaganten Bühne in der Berlin-Charlottenburger Kantstraße. Dort lernte sie Rainer Behrend, den älteren der beiden Inhabersöhne kennen, der Ensemblemitglied und gelegentlich Regisseur des Hauses war. Wie sie später berichteten, verliebten sie sich bei den Proben zu Die Liebenden in der Untergrundbahn, und nach dem ersten gemeinsamen Auftritt in Anton Pawlowitsch Tschechows Ein Heiratsantrag machte Behrend Boy am 5. März 1965 einen solchen. Sie heirateten am 3. August 1965. Ihr Sohn Florian kam 1972 zur Welt. Seither führte Boy gelegentlich den Doppelnamen Boy-Behrend oder Behrend-Boy.
Parallel zur Vaganten Bühne ging Boy weitere Verpflichtungen ein, erneut an den Berliner Kammerspielen 1965, an der Komödie am Kurfürstendamm von Herbst 1967 bis Sommer 1969 und am Schauspielhaus Hansa (Berliner Volkstheater) in der Saison 1965/66. Mit einer Tournee durch die Bundesrepublik, Österreich und die Schweiz von Februar und April 1969 wurde sie außerhalb Berlins bekannt: Sie gab an der Seite von Hans-Joachim Kulenkampff das Pützchen in Carl Zuckmayers Des Teufels General. Die Fernseh-Aufzeichnung der von Wolfgang Spier inszenierten Komödie Zwei ahnungslose Engel, in der sie die Rolle der Rose Allan spielte, trug ebenfalls zu ihrer Bekanntheit bei.
Im selben Jahr begegnete sie auf einer Geburtstagsfeier dem Sendeleiter des Senders Freies Berlin, Heinz Schmidt-Faber, der eine neue Fernsehansagerin suchte und Boy zu einem Kameratest einlud. Auf Nachhaken ihrer Schulfreundin, der SFB-Ansagerin Renate Bauer, sprach sie 1970 bei Schmidt-Faber vor.
Zehn Tage danach, im Oktober 1970, hatte Boy ihren ersten Einsatz im Vormittagsprogramm der ARD. Die Ansage der vorabendlichen Regionalsendungen wurde ihr im Mai anvertraut. Schließlich durfte sie am 4. Dezember 1971 um 14.10 Uhr ihren Einstand im Samstagsprogramm der ARD geben. In der Folgezeit wurde sie als Ansagerin eines der bundesweit bekanntesten Gesichter ihres Senders. Sie blieb jedoch immer freie Mitarbeiterin ohne festen Arbeitsvertrag.
Ein Jahr nach ihrem Ausscheiden bei den „Vaganten“ drehte sie unter Fritz Umgelter an der Seite von Günter Pfitzmann die Folge Feuerzauber in der Fernsehreihe Tatort. Außerdem war sie 1983 im Kreise namhafter Kollegen wie Judy Winter und Wolfgang Kieling an Gottfried von Einems Hörspielproduktion Fix und fertig beteiligt, die von verschiedenen ARD-Rundfunkanstalten ausgestrahlt wurde.
Boy führte eine Zeitlang eine Künstlerpension.

## Zitate zu Boy
Zu Der Bär (Tschechow, März 1965):

„Der Regisseur hielt das temperamentvolle Duell mit Schuß und Kuß so angenehm ironisch in Schwung, daß man darüber fast vergaß, wie fade eigentlich die attraktive Ute Boy ihre Witwen-Partie spielte.“

„Ute Boy spielt die erst etepetete, dann kämpferisch kratzbürstige und schließlich kapitulierende Schöne wirklich ganz geschickt und hübsch; sie sieht zudem aus, wie aus einem russischen Biedermeier-Medaillon geschnitten.“

Zu Geschlossene Gesellschaft (Sartre, März 1966):

„Ute Boy bringt für die Estelle eine klare Ausstrahlung mit; das Schnippische, Gefallsüchtige, Oberflächliche der jungen Mörderin wird dadurch vielleicht noch zwingender als durch bloße Weibchenhaftigkeit.“

„Estelle, die nymphomanische Kindesmörderin, ist Ute Boy; besonders mit ihr, die ihre Rolle nur in groben Umrissen zu geben weiß, hätte die Regie noch intensiver zu tun haben müssen.“